# Didier Kadio
Didier Boris Kadio (* 5. April 1990 in Man) ist ein ivorischer ehemaliger Fußballspieler.

## Verein
Der Verteidiger spielte bis 2011 für den ASEC Mimosas und SO de l’Armée in der heimischen Ligue 1 und gewann dort seine ersten Titel. Danach kam er zum armenischen Klub FC Schirak Gjumri und feierte hier in den folgenden Jahren drei nationale Erfolge. 2014 wurde er an Schetissu Taldyqorghan aus der kasachischen Premjer-Liga verliehen. Die Saison 2015 verbrachte der Ivorer in Finnland bei FF Jaro. 2016 begann er erneut in Kasachstan und wechselte im Laufe des Jahres zum indischen Verein Kerala Blasters FC. Im Frühjahr 2017 wurde Kadio von Schachtjor Qaraghandy aus Kasachstan unter Vertrag genommen. anschließend folgten weitere Stationen bei FC Pjunik Jerewan, Seinäjoen JK, al-Hilal Khartum und seit 2021 spielt er für den FC Alaschkert Martuni.

## Nationalmannschaft
2011 bestritt Kadio drei Partien für die U-23 der Elfenbeinküste beim Afrika-Cup in Marokko. Dort schied er mit seiner Mannschaft vorzeitig in der Gruppenphase aus.

## Erfolge
- Ivorischer Pokalsieger: 2007, 2008
- Ivorischer Meister: 2009, 2010
- Armenischer Pokalsieger: 2012
- Armenischer Meister: 2013
- Armenischer Superpokalsieger: 2013